# Safdarabad
Safdarabad (en ourdou : صفدرآباد) est une ville pakistanaise située dans le district de Sheikhupura, dans le nord de la province du Pendjab. Elle est située à moins de 70 kilomètres au nord-est de Faisalabad.
La population de la ville a été multipliée par plus de trois entre 1972 et 2017 selon les recensements officiels, passant de 8 457 habitants à 27 782. Entre 1998 et 2017, la croissance annuelle moyenne s'affiche à 1,6 %, nettement inférieure à la moyenne nationale de 2,4 %. Selon le recensement de 2023, la population de la ville monte à 54 242 habitants.
|            | 1972 (rec.) | 1981 (rec.) | 1981 (rec.) | 2017 (rec.) | 2023 (rec.) |
| ---------- | ----------- | ----------- | ----------- | ----------- | ----------- |
| Population | 8 457       | 12 609      | 20 540      | 27 782      | 54 242      |